# Didier Leclair
Pour les articles homonymes, voir Leclair.
Didier Leclair, nom de plume de l'auteur Didier Kabagema, est un écrivain franco-ontarien né en 1967 à Montréal, établi aujourd'hui à Toronto.

## Biographie
Didier Leclair est né en 1967 à Montréal de parents rwandaiset a vécu dans plusieurs pays d'Afrique francophone, notamment en République du Congo, au Togo, au Gabon et au Bénin. En 1987, il rentre au Canada afin d'entreprendre des études à l'université. L'écrivain a étudié à l'Université Laurentienne et au Collège universitaire Glendon, à Toronto. Il vit aujourd'hui à Toronto.
Leclair a été journaliste à la télévision française de l'Ontario (TFO), reporter à la radio de Radio-Canada et agent de communication pour l'ACFO provinciale, aujourd'hui dissoute. Il a été correcteur d'épreuves pour une compagnie privée de Toronto. Maintenant, il est évaluateur de français au YMCA de Toronto. Il se consacre toujours à la littérature et est un passionné de jazz.

### Vie littéraire
L'auteur, qui compte à son actif dix livres, s'est penché sur la question des peuples minoritaires au Canada et en Amériquedès le début de sa carrière. Selon le professeur et chercheur François Paré, dans son œuvre, Leclair «fait enquête sur la marginalité intrinsèque des êtres en déplacement au sein d’une modernité occidentale aux reflets interlopes».
En 1998, alors qu'il est étudiant, il se met à l'écriture de son premier roman, Toronto, je t'aime, qui sera publié en 2000, aux Éditions du Vermillon. C'est ce livre qui permettra à Didier Leclair de remporter, la même année, le Prix littéraire Trillium. Réédité par les Éditions Terre d'Accueil, vingt-deux ans après sa publication initiale, le roman a aussi été traduit en anglais et publié sous le titre Toronto, I love you chez Mawenzi House. Toronto, je t'aime raconte l'histoire de Raymond, un béninois qui immigre au Canada et s'établit dans la Ville Reine pour y refaire sa vie, et qui tombe rapidement amoureux de sa ville d'adoption.
Dans son deuxième roman, Ce pays qui est le mien (Vermillon, 2003), Didier Leclair aborde à nouveau la thématique de la terre d'accueil, cette fois-ci à l'aide de l'expérience de personnages, dont le médecin Apollinaire Mavoungou, qui vivent difficilement leur départ de leur pays d'origine et qui tentent de s'adapter à de nouvelles réalités dans leur pays d'accueil. Ce roman a été finaliste du Prix du Gouverneur général.
Un passage vers l'Occident (Vermillon, 2007), publié quelques années plus tard, dépeint, à travers le personnage d'Angélique, de Kinshasa (Congo), la dure réalité de ceux et de celles qui ont choisi de quitter leur pays d'origine, de s'exiler.
En 2010, Didier Leclair fait paraître Le soixantième parallèle (Vermillon), un roman dans lequel il revient sur la question du départ, mais cette fois-ci du point de vue d'un individu (Mark) qui quitte sa ville (Scarborough) en banlieue de Toronto, au Canada, pour s'établir dans le Grand Nord canadien, dans la ville fictive de Misty River. 
En 2012, l'écrivain publie Le complexe de Trafalgar, l'histoire d'un psychothérapeute franco-ontarien Victor Boudreau. Il se sent gagné par le doute sur le but de sa carrière. L'homme qui connaît bien les anglophones se demandent s'il a perdu sa fibre et sa culture francophone après des décennies à Toronto.
C'est en 2014 que l'auteur nous offre Un ancien d'Afrique. Le récit parle d'un diplomate français affecté à Toronto, Éric Bourin. Ce dernier avait été diplomate en Afrique et se souvient de ce qu'il a vu. À Toronto, il organise un concours littéraire pour les jeunes francophones. Il sera surpris des résultats de ce concours. L'auteur montre la francophonie sous un nouveau visage.
À partir de 2015, Didier Leclair publie désormais avec les éditions David. Il sort Pour l'amour de Dimitri, un roman qui parle de l'affection d'un grand-père, Adrian, pour son petit-fils en bas âge, Dimitri. L'auteur raconte la détermination d'Adrian pour reconquérir l'affection de son fils Rodney qu'il avait négligé. Adrian ne veut surtout pas que Rodney l'empêche de fréquenter Dimitri, le petit-fils qui ensoleille sa vie. Didier Leclair obtient le Prix Christine-Dimitriu-Van-Saanen l'année suivante pour ce roman d'amour filial.
Un autre roman voit le jour en 2017. Il s'agit du livre Le bonheur est un parfum sans nom. L’histoire est celle d’un romancier, musicien noir, qui n’avait pas écrit une ligne depuis quatre ans. Par chance, il fait la connaissance d'une jeune femme qu'il surnomme Miss Perfumado. Cette dernière et ses amis proches lui renderont le bonheur et le goût d'écrire à nouveau. L'auteur, par le biais du jazz, offre l'occasion à ses personnages de se remettre en question et de communier avec le lecteur sur la vie et ses défis.
En 2019, la traduction en anglais de son deuxième roman est publiée par Deux voiliers Publishing. This Country of Mine se hisse sur la liste des finalistes du Toronto Book Award. La traduction est faite par Elaine Kennedy.
La même année, l'écrivain dévoile un nouveau roman, Le vieil homme sans voix. Un homme âgé, reclus dans une maison de retraite luxueuse de Toronto, qui a été jadis riche et séducteur, fête ses quatre-vingts ans en compagnie de ses proches. Son mutisme involontaire le force à écouter davantage et à partir de ce qu'il entend, il veut rectifier sa vie, du moins ce qu'il en reste.
En 2022, le premier roman de l'auteur est publié en anglais. Toronto, I Love you est traduit par Elaine Kennedy et sort chez Mawenzi House.
L'écrivain publie en 2024, Le prince africain, le traducteur et le nazi. Un roman de genre thriller et d'espionnage qui se déroule durant la Deuxième Guerre mondiale dans un Paris sous l'occupation. Des personnages hauts en couleur tentent de déjouer la vigilance des occupants allemands pour mener leurs activités interdites. Le personnage principal, Prince Antonio et ses hommes de confiance, Jean de Dieu et Hans, rivalisent d'astuces sous la plume de l'écrivain qui narre son récit avec abondamment de suspense.

## Prix et distinctions
- 2000: Lauréat du Prix littéraire Trillium pour Toronto, je t'aime
- 2004: Finaliste du Prix du Gouverneur général pour Ce pays qui est le mien
- 2011: Finaliste du prix Trillium pour Le soixantième parallèle
- 2016: Finaliste du prix Trillium pour Pour l'amour de Dimitri
- 2016: Lauréat du prix Christine-Dimitriu-Van-Saanen pour Pour l'amour de Dimitri[6]
- 2018: Finaliste du prix Trillium pour Le bonheur est un parfum sans nom[23]
- 2019: Finaliste du prix Toronto Book Award pour This Country Of Mine (Traduit par Elaine Kennedy)
- 2025: Lauréat du prix Alain-Thomas pour Le prince africain, le traducteur et le nazi
- 2025: Finaliste du prix Trillium pour Le prince africain, le traducteur et le nazi